# Filipovič
Filipovič je priimek v Sloveniji, ki ga je po podatkih Statističnega urada Republike Slovenije na dan 1. januarja 2010  uporabljalo 46 oseb in je med vsemi priimki po pogostosti uporabe uvrščen na 7.950. mesto.

## Znani slovenski nosilci priimka
- Igor Filipovič (1946 - 2023), operni pevec, tenorist
- Maša Filipovič Hrast (*1977), sociologinja, prof. FDV
- Nace Filipovič (*1955), hokejist
- Zvonimir (Zvone) Filipovič, publicist o NOB

## Znani tuji nosilci priimka
- Pavlo Filipovič (1891 - 1930~), ukrajinski pisatelj